# Magdalena bere
Magdalena bere je eden od treh ohranjenih fragmentov velike oltarne slike iz 15. stoletja, olje na tabli, staronizozemskega slikarja Rogierja van der Weydna. Tabla, prvotno hrastova, je bila končana med letoma 1435 in 1438, v Narodni galeriji v Londonu pa je od leta 1860. Na njej je prikazana ženska blede kože, z visokimi ličnimi kostmi in ovalnimi vekami, značilnimi za idealizirane portrete plemiških žensk obdobja. Kot Magdaleno jo je mogoče prepoznati zaradi kozarca z mazililom, postavljenega v ospredje, kar je njen tradicionalni atribut v krščanski umetnosti. Predstavljena je kot popolnoma prevzeta z branjem, vzor kontemplativnega življenja, pokesana in oproščena preteklih grehov. V katoliški tradiciji je bila Magdalena povezana z Marijo iz Betanije, ki je Jezusove noge mazilila z oljem Jn 12,3–8, Lk 7,36–48 in neimenovano »grešnico« iz [[evangelij po Luku|Lukovega evangelija Lk 7,36–50. Ikonografija Magdalene jo običajno prikaže s knjigo, v trenutku razmisleka, v solzah ali z zavitimi očmi.
Ozadje slike je bilo prebarvano z debelo plastjo rjave barve. Čiščenje med letoma 1955 in 1956 je razkrilo figuro, ki stoji za Magdaleno in klečečo postavo z boso nogo, ki štrli pred njo, skozi okno pa je vidna pokrajina. Dve delno vidni figuri sta na robovih londonske table odrezani. Figura nad njo je bila identificirana kot del fragmenta v Museu Calouste Gulbenkian v Lizboni, na katerem je prikazana glava svetega Jožefa, medtem ko naj bi bil drugi lizbonski fragment, ki naj bi predstavljal tisto, za katero se domneva, da je sveta Katarina Aleksandrijska, iz enako velikega delo. Prvotna oltarna slika je bila sacra conversazione, znana le po risbi Devica in otrok s svetniki v narodnem muzeju v Stockholmu, ki je sledila delni kopiji slike, ki je verjetno izhajala iz konca 16. stoletja. Risba kaže, da je Magdalena zasedla spodnji desni kot oltarne slike. Lizbonski drobci so tretjina velikosti Magdalene, ki meri 62,2 cm × 54,4 cm.
Čeprav je bil v življenju mednarodno uspešen, je bil van der Weyden pozabljen v 17. stoletju in bil ponovno odkrit šele v začetku 19. stoletja. Magdaleno bere lahko najprej zasledimo ob prodaji leta 1811. Po prehodu številnih trgovcev na Nizozemskem je tablo leta 1860 kupila Narodna galerija v Londonu od zbiratelja v Parizu. Umetnostni zgodovinar Lorne Campbell jo opisuje kot »eno največjih mojstrovin umetnosti 15. stoletja in med najpomembnejšimi godnjimi deli Van der Weydna«.

## Opis
Marija Magdalena, kot je upodobljena v zgodnjem renesančnem slikarstvu, je sestavljena iz različnih biblijskih figur. Tu temelji na Mariji iz Betanije, ki je v rimskokatoliški tradiciji označena kot Magdalena. Marija iz Betanije je sedela pri Jezusovih nogah in »poslušala njegovo besedo«, zato je videti kot kontemplativna figura. Kontrapunkt je Marijina sestra Marta, ki si je zastopnica aktivnega življenja želela, da bi ji Marija pomagala služiti. Van der Weyden Marijo prikazuje kot mladostno, sedi v tihi pobožnosti z nagnjeno glavo in skromno odvrnjenimi očmi od gledalca. Zanesena pri branju svete knjige, katere platnice imajo chemise iz belega blaga, ki je običajna oblika zaščitne vezave. Štirje barvni zaznamki iz blaga so vezani na zlato palico blizu vrha hrbta. Po besedah Lorne Campbella je rokopis »videti precej kot francoska Biblija iz 13. stoletja« in je »očitno posvečeno besedilo«. Redko so sodobni portreti prikazovali ženske, ki berejo in če je model znal brati, je bila verjetno iz plemiške družine.
Van der Weyden je pogosto povezoval obliko in pomen, v tem odlomku pa polkrožni obris Magdalene krepi njeno tiho odmaknjenost od okolice. Sedi na rdeči blazini in naslanja hrbet na leseno komodo. Ob nogah je njen običajni atribut kozarec iz alabastra; v evangelijih je prinesla začimbe v Jezusov grob. Skozi okno se vidi oddaljen kanal z lokostrelcem na vrtni steni in s figuro, ki hodi na drugo stran vode, katere odsev se kaže v vodi.
Van der Weydnova poza za Magdaleno je podobna številnim ženskim verskim osebnostim, ki jih je naslikal njegov mojster Robert Campin ali njegova delavnica. Po temi in tonu je zelo podoben liku [[sveta Barbara|svete Barbare v Campinovem Werlovem triptihu in tudi Devici v Oznanjenju v Bruslju, ki ga pripisujejo Campinu. Magdalenin obraz je značilno za van der Weydna skoraj izklesan, elementi oblačil pa so podrobno predstavljeni. Nosi zeleno haljo; v srednjeveški umetnosti je Magdalena običajno upodobljena gola (včasih oblečena le v dolge lase) ali v bogato obarvani obleki, običajno rdeči, modri ali zeleni, skoraj nikoli v beli. Njeno ogrinjalo tesno povleče pod doprsno modro krilo, zlati brokat spodnjega dela krila pa krasijo draguljo. Umetnostni kritik Charles Darwent je opazil, da Magdalenino preteklost kot 'padle ženske' namiguje dremež v krzneni oblogi obleke in nekaj pramenov las, ki so se ji razpustili. Darwent je zapisal: »Tudi njeni prsti, odsotno obkroženi, kažejo na popolnost. V svoji mešanici čistosti in erotičnosti se Magdalena van der Weydna počuti cela; ni pa«. V srednjeveškem obdobju je krzno simboliziralo žensko spolnost in je bila običajno povezana z Magdaleno. Srednjeveški zgodovinar Philip Crispin pojasnjuje, da so umetniki, kot sta Memling in Matsys, Magdaleno pogosto upodabljala v krznu in ugotavlja, da je »opazno oblečena v oblačila s krznenimi oblogami v Magdaleni bere Rogierja van der Weydna«.
Stopnjo podrobnosti, uporabljene pri upodabljanju Magdalene, je Campbell opisal kot 'daleč presega' van Eycka. Njene ustnice so naslikane z belim in rdečim odtenkom vermiliona, ki se med seboj mešata, da dobijo prozoren videz na robovih. Krznena podloga njene obleke je naslikana v vrsto sivih od skoraj bele do čisto črne barve. Rogier je krznu dodal teksturiran videz, tako da je pobarval črte vzporedno s črto obleke in nato barvo operil, preden se je posušila. Zlato na tkanini je upodobljeno z različnim impasto, rastrom in pikami različnih barv in velikosti.
Številni predmeti okoli nje so tudi natančno podrobni, zlasti lesena tla in nohti, gube Magdalenine obleke, noša figur v zunanjosti in kroglice Jožefovega rožnega venca. Učinek padajoče svetlobe se natančno preučuje; Jožefovi kristali rožnega venca imajo svetle poudarke, medtem ko subtilne razmejitve svetlobe in sence lahko opazimo v drobni posodi in v zaponah njene knjige. Marija je navdušena nad svojim branjem in na videz se ne zaveda svoje okolice. Van der Weyden ji je dal mirno dostojanstvo, čeprav na splošno velja za bolj čustvenega od mojstrov nizozemskih slikarjev te dobe, zlasti če ga primerjamo z Janom van Eyckom.
Lorne Campbell drobni lik ženske, ki jo vidimo skozi okno in njen odsev v vodi opisuje kot 'majhne čudeže slikanja' in pravi, da »pozornost do detajlov daleč presega Jan Van Eycka in spretnost izvrševanja je presenetljiva«. Opaža, da teh drobnih podrobnosti gledalci ne bi mogli opazovati, ko je oltarna slika v predvidenem položaju. Druga področja table pa so bila opisana kot dolgočasna in brez navdiha. En kritik je zapisal, da se deli tal in večina omare za njo zdijo nedokončani in »v bistvu preozki in papirnati«. Številni predmeti, nameščeni na omari, so zdaj komaj vidni, razen njihovih podstavkov. Predmet na desni, ki sedi na nogah ob škatli, je verjetno majhen vrč, morda relikvijar. Kalup na levi od omare lahko predstavlja vrata.

## Fragment oltarja
Devica in otrok s svetniki, risba v narodnem muzeju v Stockholmu, naj bi bila študija dela prvotne oltarne slike sledilca Van der Weydna, ki je bil morda Mojster Coburger Rundblätter. Risba ima ohlapno skicirano ozadje in prikazuje od leve proti desni: neznani škof svetnik z mitro in križcem blagoslovi; ozka reža z nekaj valovitimi navpičnimi črtami, ki kažejo na začetek na obrisu nadaljnje klečeče figure; bosonoga bradata figura v grobi halji, označena kot sveti Janez Krstnik; sedeča Devica, ki v naročju drži Kristusovo dete, ki se nagne v desno in gleda knjigo; in drži knjigo, golobradi moški, ki kleči, identificiran kot Janez Evangelist. Risba se ustavi na koncu Janezovega ogrinjala, približno na točki na londonski tabli, kjer se Jožefova palica sreča z Janezovo in Magdalenino obleko. To nakazuje, da je bila tabla z Magdaleno prva, ki je bila izrezana iz večjega dela.
Pred letom 1811 je bila prvotna oltarna slika razbita na vsaj tri koščke, verjetno zaradi poškodb, čeprav je fragment Magdalene v dobrem stanju. Črna barva je bila verjetno dodana po začetku 17. stoletja, ko nizozemsko slikarstvo ni bilo več popularno. Campbell meni, da je bil po odstranitvi podrobnosti ozadja »videti dovolj kot žanrski del, ki bi ga lahko obesili v znani zbirki nizozemskih slik 17. stoletja«. Glede na velikost treh ohranjenih tabel glede na risbo se ocenjuje, da je bil original visok najmanj 1 m in širok 1,5 m; zdi se, da škof in Magdalena jasno označujeta vodoravne okončine, vendar obsega slike nad in pod ohranjenimi elementi in risbo ni mogoče oceniti. Ta velikost je primerljiva z manjšimi oltarnimi deli tega obdobja. Ozadje je bilo prebarvano z debelo plastjo črno / rjavega pigmenta, dokler ni bilo očiščeno leta 1955; šele po odstranitvi sloja je bil povezan z zgornjim delom telesa in glavo Jožefa iz lizbonskega dela. Ti dve deli sta bili evidentirani šele leta 1907, ko sta v zbirki Léo Lardus v Suresnesu v Franciji.
Londonska tabla prikazuje večino oblačil drugih dveh figur s prvotne oltarne slike. Levo od Magdalene je rdeča halja, ki se zdi, da je klečeča figura. Lik in ogrinjalo in manj natančno ozadje se ujemata s klečečim svetom Janezom Evangelistom. Za Magdaleno stoji stoječa figura v modri in rdeči obleki, z rožnim vencem v eni roki, s palico za hojo v drugi. Na panoju v Museu Calouste Gulbenkian v Lizboni je prikazana glava osebe, za katero se domneva, da je sveti Jožef; ozadje in oblačila se ujemajo s tistimi na sliki za Magdaleno na londonski tabli.
V Lizboni je še ena majhna tabla z žensko glavo, bogato ali kraljevsko oblečeno, ki se je prvič pojavila leta 1907 z Jožefovo tablo, ko je bila zabeležena v popisu Lea Nardusa na Suresnesu. Slika lahko predstavlja sveto Katarino Aleksandrijsko, iz kota njene tkanine in dejstva, da bi bila reka za njo vzporedna z reko v zunanjosti londonske table, pa lahko domnevamo, da je klečala. Na risbi v Stockholmu je izpuščena ali pa so prikazani samo sledovi obleke. Jožefova tabla ima delček pogleda skozi okno na zunanjo sceno; če se domneva, da druga ženska kleči, se drevesa nad vodno potjo poravnajo z drevesi na londonski tabli. Nekateri umetnostni zgodovinarji, vključno z Martinom Daviesom in Johnom Wardom, so počasi dovoljevali Katarinino tablo kot del oltarne slike, čeprav jo nedvomno ima van der Weyden ali skoraj sodobni privrženec. Dokazi proti tej povezavi vključujejo dejstvo, da je oblikovanje okna levo od svetnice Gulbenkian navadno, medtem ko je okrog svetega Jožefa posneto. Takšna nedoslednost v enem samem delu van der Weydna je nenavadna. Table so enake debeline (1,3 cm) in skoraj enake velikosti; tabla svete Katarine meri 18,6 × 21,7 cm, sveti Jožef 18,2 × 21 cm.
Lorne Campbell meni, da čeprav je Katarinina glava »očitno slabše narisana in manj uspešno naslikana kot Magdalena«, se »zdi verjetno«, da so vsi trije fragmenti iz istega originalnega dela; poudarja, da je »približno na polovici desnega roba tega drobca [Katarine] majhen rdeč trikotnik, ki ga zaokroža neprekinjeno podrisana krtača ... Verjetno je, da je rdeča del konture manjkajočega lika Krstnika«. Majhen kos na skrajnem robu table je viden šele, ko je bil odstranjen iz okvirja. Ward verjame, da se del neposredno ujema z nabori Janezove halje.
Stockholmska risba vsebuje ozko prazno režo na desni strani škofa z nekaj nejasnimi črtami, ki bi lahko predstavljale spodnji profil klečeče figure svete Katarine. Čeprav se noben od obrazov na treh ohranjenih tablah ne ujema z nobenim na risbi, je rekonstrukcija umetniškega zgodovinarja Johna Warda iz leta 1971, ki je vsa dela združil v kompozicijo osrednje Device in otroka ob strani šestih svetnikov, splošno sprejeta. Prvotna lokacija ali zgodovina risbe v Stockholmu pred 19. stoletjem ni znana, le da je na nasprotni strani prikazana ohranjena rezbarija Device Marije in otroka, ki je bila pripisana bruseljski delavnici iz leta 1440. Ta rezbarija je zdaj tudi na Portugalskem.

## Ikonografija
Van der Weydnova upodobitev Magdalene temelji na Mariji iz Betanije, ki jo je v času papeža Gregorja I. opredelil kot skesano prostitutko iz Luke Lk 7,36–50. Nato se je povezala z jokom in branjem: Kristusovo usmiljenje povzroči, da so oči grešnika skrušene ali solzne. Umetniki zgodnje renesanse so to idejo pogosto prenašali tako, da so upodabljali kontemplativne oči, povezovali solze z besedami in nato jokali z branjem. Primeri so vidni v delih Tintoretta in Tiziana iz 16. stoletja, ki prikazujejo Magdalenino branje, pogosto z obrnjenimi očmi proti njeni knjigi (in verjetno stran od moškega pogleda) ali pogled proti nebu ali, včasih, sramežljiv pogled proti gledalcu. Mosche Barasch v Crying Face pojasnjuje, da je v Van der Weydnovih gibih odvračanja ali prikrivanja oči postala »slikovita formula za jok«.
Do srednjeveškega obdobja je branje postalo sinonim za predanost, kar je vključevalo umik iz javnosti. Van der Weydnova postavitev Magdalene v notranjost odraža naraščajočo pismenost domačih ali laičnih žensk sredi 15. stoletja. Povečana produkcija nabožnih besedil je pokazala, da plemenite ženske tistega obdobja v zasebnosti svojih domov rutinsko berejo besedila, kot so psalter ali horarij. Ne glede na to ali je bila Magdalena sama bralka, je bila v 17. stoletju kot taka že trdno uveljavljena v vizualnih umetnostih. Ker je bila Magdalena navzoča ob Kristusovi smrti in poznejšem vstajenju, je bila videti kot nosilka novic - priča - in s tem neposredno povezana z besedilom.
Magdalenina podoba se nadalje opira na idejo Kristusa kot besede, ki jo predstavlja knjiga, Magdalena pa kot bralec, ki se v trenutku razmisleka in kesanja nauči lastne življenjske zgodbe. Njena predanost branju odraža njen tradicionalni status pobožno pokesane nečistnice, pa tudi prerokinje ali vidke. Po legendi je Magdalena zadnjih 30 let svojega življenja kot puščavnica živela v Sainte-Baume in je pogosto prikazana s knjigo, branjem ali pisanjem, ki simbolizira njena poznejša leta razmišljanja in kesanja.  Do 13. stoletja je dobila podobo nekoč osramočene ženske, ki je, oblečena v dolge lase, v izgnanstvu skrivala svojo goloto in »jo nosijo angeli, plava med nebom in zemljo«.
Magdalenin kozarec za mazilo je bil v leksikonu umetnosti pogost v obdobju Van der Weydna. Marija iz Betanije je morda uporabila kozarec, ko je v svojem domu obžalovala svojih grehov pred Kristusovimi nogami; do renesanse je bila podoba Magdalene ženske, ki je s solzami kopala Kristusove noge in jih sušila z lasmi. Pomenila je »zakrament maziljenja (krizma in maziljenje)«, tako da je Kristusu na grobu polila dragoceno nardo (tudi spikanarda, aromatično jantarno obarvano eterično olje, pridobljeno iz Nardostachys jatamansi, cvetoče rastline iz družine kovačnikov, ki raste v Himalaji v Nepalu, na Kitajskem in v Indiji) na noge.

## Datacija in izvor
Datum oltarne slike je negotov, vendar naj bi bil med letoma 1435 in 1438. Van der Weyden je leta 1435 postal slikar v mestu Bruselj in naj bi bila naslikana po tem imenovanju. Narodna galerija daje oceno "pred letom 1438". Umetnostni zgodovinar John Ward ugotavlja, da je bila oltarna slika ena prvih Van der Weydnovih mojstrovin, ki je nastala v začetku njegove kariere, ko je nanj še močno vplival Robert Campin. Predlaga datum okoli leta 1437 na podlagi podobnosti s Campinovim  Werlovim oltarjem.
Ker je bil van der Weyden, tako kot večina zgodnjih nizozemskih slikarjev, odkrit šele v začetku 19. stoletja, so bila številna njegova dela napačno pripisana ali datirana, glavni deli, kot je berlinski Oltar Miraflores, pa še naprej nastajajo. Nasprotno pa, ko so bili sredi konca 20. stoletja številni deli, ki so bili pripisani Van der Weydnu ali pomočnikom pod njegovim nadzorom očiščeni, je bila njegova roka ali neposredni vpliv ovrženi  ali v primeru Magdalene, povezani z drugo sliko, katerih atribucija je bila negotova.
Tablo Magdalena bere lahko najprej zasledimo pri prodaji posestva Cassino, malo znanega zbiratelja v Haarlemu, leta 1811, [46] ko je bilo delo že razrezano. Slika je zabeležena v inventarju Demoisellesa Hoofmana, prav tako iz Haarlema. Po prehodu k bratoma Nieuwenhuys, ki sta bila vodilna trgovca z umetnostjo staronizozemskega obdobja, se je preselila k zbiratelju Edmondu Beaucousinu v Pariz, katerega 'majhno, a izbrano' zbirko zgodnjih nizozemskih slik je za Narodno galerijo, London kupil Charles Lock Eastlake leta 1860; pridobitev, ki je vključevala tudi dva portreta Roberta Campina in table Simona Marmiona (1425–1489). To je bilo v obdobju nakupa, katerega namen je bil vzpostaviti mednarodni prestiž galerije. Verjetno pred letom 1811 je bilo vse ozadje, razen rdečega ogrinjala na levi in kozarca iz alabastra ter talne deske, prebarvano v navadno rjavo barvo, ki je bila odstranjena šele, ko se je začelo čiščenje leta 1955. Na splošno je »barvana površina v zelo dobrem stanju«, čeprav je boljša pri delih, ki niso bili prebarvani, in obstaja nekaj majhnih izgub.
Magdaleno bere so neznani obrtniki prenesli iz prvotnega hrasta na tablo iz mahagonija (zahodnoindijska swietenia)  nekje med letoma 1828 in ko jo je leta 1860 pridobila Narodna galerija. Campbell navaja, da je bil prenos »gotovo po letu 1828, verjetno po 1845 in zagotovo pred letom 1860«, v letu, ko ga je pridobila Narodna galerija. Umetna barva ultramarin, najdena v prenosnem terenu, kaže na to, da se je tabla zamenjala po letu 1830. Glave v Lizboni so še vedno na svojih prvotnih hrastovih tablah. Stockholmska risba je bila odkrita v nemškem inventarju okoli leta 1916 in je verjetno švedskega porekla. [55] Norveški zbiratelj Christian Langaad ga je leta 1918 zapustil švedskemu Nacionalnemu muzeju lepih umetnosti.

## Galerija
- Stockholmska risba, ki jo pripisujejo mojstru Coburger Rundblätter, verjetno prikazuje del oltarne slike levo od Magdalene. Klečeča figura na skrajni desni je verjetno sveti Janez Evangelist, katerega rdeča draperija je vidna v londonskem odlomku. Marijin položaj v spodnjem desnem kotu (zunaj pogleda) je Ward uganil iz Van der Weydnovega postavljanja podobnih figur v drugih delih.[27]
- Rekonstrukcija izgubljene slike s Katarino, Jožefom in Magdaleno.
- Sveta Barbara z desnega krila oltarne table Roberta Campina, 1438. Museo del Prado, Madrid. Campin je bil mojster van der Weydna in je močno vplival na njegovo delo. Upoštevajte, da je tako kot pri podobi van der Weydna tudi na tej zelo mirni sliki edino gibanje obrnjena stran.
- Madona in otrok s svetniki v zaprtem vrtu, c. 1440/1460. Mojster iz Flémalla ali delavnica Roberta Campina. Narodna galerija umetnosti, D.C. Campinov vpliv je videti v sedeči, sv. Katarina bere, težkih gubah njene obleke in samem zaprtem vrtu (domača notranjost).[28] [29]
- Detajl iz Snemanja s križa na kateri je upodobljena Marija Magdelena. Oltarna slika je bila dokončana leto ali dve pred Magdalena bere.[30]
- Duránova Madona naj bi bila končana v podobnem času kot Magdalena bere.
- Roberta Campina Oltar Mérode ali Triptih Marijinega oznanjenja, (srednji panel), ok. 1427–1432, Metropolitan Museum of Art, New York; The Cloisters.
- Ambrosius Benson, Magdalena bere, ok. 1525. To delo deli Van der Weydnov poudarek na volumnu in obsegu njene knjige, podobno pa se osredotoča na njene nežno upodobljene prste.[31]